# Gottfried von Spitzenberg
Gottfried von Spitzenberg (né en 1132, mort le 8 juillet 1190 à Antioche) est un confident de Frédéric Barberousse, évêque de Ratisbonne et de Wurtzbourg.

## Biographie
Gottfried appartient à la maison de Sigmaringen-Spitzenberg (de). Il est le fils de Rudolf de Sigmaringen-Spitzenberg et d'une Adelheid. Son frère Ludwig III épouse la fille ou la sœur d'Eberhard de Helfenstein (de), qui n'a pas d'héritier mâle, et devient Ludwig von Helfenstein. Un second frère s'appelle Ulrich. La lignée de Sigmaringen-Spitzenberg est issue du mariage de Ludwig Ier de Sigmaringen et de Richinza, l'héritière des Spitzenberg, la fille de Berthold Ier de Zähringen.
Gottfried étudie le droit à Bologne et la théologie à Paris. En 1172, il devient chanoine de Wurtzbourg et chancelier auprès de Frédéric Barberousse. Dans les années suivantes, il participe à la cinquième campagne d'Italie contre les villes lombardes et est fortement impliqué dans le traité de paix de Venise de 1177. En 1184, il est nommé légat en Italie. Le 18 juin 1185, il est élu évêque de Ratisbonne. L'année suivante, l'évêque de Wurtzbourg Reginhard von Abenberg meurt. Gottfried von Spitzenberg est élu pour lui succéder et démissionne de ses fonctions impériales.
En 1187, le musulman Saladin remporte la bataille de Hattin contre les États latins d'Orient. Des émissaires du Pape appellent à la reconquête de Jérusalem. En 1188, un appel auquel participe Gottfried est fait pour établir l'armée de la troisième croisade. L'armée à laquelle s'est joint l'évêque parcourt les Balkans et rencontre une résistance farouche en Asie mineure. Gottfried est notamment accompagné de son échanson, Georg Spengler von Windsbach. L'empereur Frédéric Barberousse se noie le 10 juin 1190 dans le fleuve Saleph. Peu après, les croisés sont victimes d'une épidémie dont Gottfried meurt.
Avant de mourir, Gottfried demande que sa main droite soit portée à Wurtzbourg, ce qui est accepté et fait. Les porteurs sont probablement tombés sur des voleurs qui ont emporté les objets de valeur. La main a disparu. La tombe de Gottfried von Spitzenberg dans la cathédrale Saint-Kilian de Wurtzbourg est donc vide. Il s'agit de la tombe la plus ancienne parmi celles qui s'y trouvent.

## Source, notes et références
1. ↑  Conrad III de Laichling lui succède.